# Сочаниця (Двор)
Сочаниця (хорв. Sočanica) — населений пункт у Хорватії, в Сисацько-Мославинській жупанії у складі громади Двор.

## Населення
Населення за даними перепису 2011 року становило 23 осіб.
Динаміка чисельності населення поселення:

## Клімат
Середня річна температура становить 10,84 °C, середня максимальна – 25,18 °C, а середня мінімальна – -5,68 °C. Середня річна кількість опадів – 1102 мм.
| Клімат поселення                              | Клімат поселення | Клімат поселення | Клімат поселення | Клімат поселення | Клімат поселення | Клімат поселення | Клімат поселення | Клімат поселення | Клімат поселення | Клімат поселення | Клімат поселення | Клімат поселення | Клімат поселення |
| Показник                                      | Січ.             | Лют.             | Бер.             | Квіт.            | Трав.            | Черв.            | Лип.             | Серп.            | Вер.             | Жовт.            | Лист.            | Груд.            |                  |
| Середній максимум, °C                         | 7,78             | 9,23             | 13,49            | 17,56            | 21,98            | 25,18            | 24,12            | 23,53            | 20,03            | 15,26            | 9,86             | 5,78             |                  |
| Середня температура, °C                       | 1,04             | 2,48             | 6,77             | 10,84            | 15,25            | 18,44            | 20,22            | 19,62            | 16,13            | 11,38            | 5,97             | 1,89             |                  |
| Середній мінімум, °C                          | −5,68            | −4,23            | 0,04             | 4,11             | 8,53             | 11,72            | 16,33            | 15,73            | 12,25            | 7,46             | 2,07             | −2,01            |                  |
| Норма опадів, мм                              | 70               | 70               | 79               | 95               | 94               | 99               | 95               | 92               | 99               | 104              | 114              | 91               |                  |
| Середньомісячна швидкість вітру, м/с          | 1.50             | 1.66             | 2.01             | 2.00             | 1.80             | 1.61             | 1.60             | 1.50             | 1.45             | 1.51             | 1.58             | 1.61             |                  |
| Середньомісячна сонячна радіація, кДж/м²·день | 4401             | 7184             | 10844            | 15276            | 19492            | 21651            | 22842            | 19982            | 14712            | 9247             | 4916             | 3660             |                  |
| --------------------------------------------- | ---------------- | ---------------- | ---------------- | ---------------- | ---------------- | ---------------- | ---------------- | ---------------- | ---------------- | ---------------- | ---------------- | ---------------- | ---------------- |
| Джерело:                                      |                  |                  |                  |                  |                  |                  |                  |                  |                  |                  |                  |                  |                  |